# پردایس هیلز (نیومکزیکو)
پردایس هیلز (به انگلیسی: Paradise Hills) یک منطقهٔ مسکونی در ایالات متحده آمریکا است که در شهرستان برنالیو، نیومکزیکو واقع شده‌است. پردایس هیلز ۲٫۶ کیلومتر مربع مساحت و ۴٬۲۵۶ نفر جمعیت دارد و ۱٬۶۲۰٫۰۳ متر بالاتر از سطح دریا واقع شده‌است.